# Stay (I Missed You)
"Stay (I Missed You)" là một bài hát của nghệ sĩ thu âm người Mỹ Lisa Loeb (dưới danh nghĩa ban nhạc của cô Lisa Loeb & Nine Stories) nằm trong album nhạc phim của bộ phim năm 1994 Reality Bites. Bài hát sau đó còn xuất hiện trong album phòng thu đầu tay của họ, Tails (1995). Nó được phát hành vào ngày 17 tháng 7 năm 1994 như là đĩa đơn đầu tiên trích từ album bởi RCA Records. Bài hát được viết lời và sản xuất bởi Loeb, bên cạnh sự tham gia đồng sản xuất từ Patiño, người đã tham gia thực hiện cho tất cả những tác phẩm từ Tails. Ban đầu, "Stay (I Missed You)" được sáng tác vào năm 1990 khi nữ ca sĩ thành lập ban nhạc, và sau khi được diễn viên chính của Reality Bites Ethan Hawke lắng nghe và gửi nó cho đạo diễn kiêm diễn viên của bộ phim Ben Stiller, bài hát đã được đưa vào album nhạc phim. Đây là một bản pop rock ballad mang nội dung đề cập đến một cô gái gặp phải một mối quan hệ tình cảm phức tạp, trong đó cô đang cố gắng hòa giải với người yêu.
Sau khi phát hành, "Stay (I Missed You)" nhận được những phản ứng tích cực từ các nhà phê bình âm nhạc, trong đó họ đánh giá cao giai điệu sâu lắng, quá trình sản xuất hiệu quả và tiềm năng thương mại của nó. Ngoài ra, bài hát còn gặt hái nhiều giải thưởng và đề cử tại những lễ trao giải lớn, bao gồm một đề cử giải Grammy cho Trình diễn song tấu hoặc nhóm nhạc giọng pop xuất sắc nhất tại lễ trao giải thường niên lần thứ 37. "Stay (I Missed You)" cũng tiếp nhận những thành công lớn về mặt thương mại, đứng đầu bảng xếp hạng ở Canada và lọt vào top 10 ở nhiều quốc gia trên thế giới, bao gồm những thị trường nổi bật như Úc và Vương quốc Anh. Tại Hoa Kỳ, nó đạt vị trí số một trên bảng xếp hạng Billboard Hot 100 trong ba tuần liên tiếp, trở thành đĩa đơn quán quân đầu tiên và duy nhất trong sự nghiệp của Lisa Loeb & Nine Stories, đồng thời giúp Loeb là nghệ sĩ đầu tiên đứng đầu bảng xếp hạng tại đây khi chưa ký hợp đồng với bất kỳ hãng thu âm nào.
Video ca nhạc cho "Stay (I Missed You)" được đạo diễn bởi Ethan Hawke, trong đó bao gồm những cảnh Loeb hát khi đang đi xung quanh căn hộ trống ở Thành phố New York nơi cô đang sinh sống lúc bấy giờ. Nó đã nhận được một đề cử tại giải Video âm nhạc của MTV năm 1994 cho Nghệ sĩ mới xuất sắc nhất. Ngoài ra, một phiên bản khác tương tự nhưng lồng ghép với những hình ảnh từ Reality Bites, cũng được phát hành. Để quảng bá bài hát, Lisa Loeb & Nine Stories đã trình diễn "Stay (I Missed You)" trên nhiều chương trình truyền hình và lễ trao giải lớn, bao gồm Late Show with David Letterman, Saturday Night Live và Top of the Pops, cũng như trong nhiều chuyến lưu diễn của cô. Kể từ khi phát hành, bài hát đã được hát lại và sử dụng làm nhạc mẫu bởi nhiều nghệ sĩ, như Sarah Silverman, Taylor Swift, New Found Glory và Walk Off the Earth, cũng như xuất hiện trong những tác phẩm điện ảnh và truyền hình, bao gồm Family Guy, Girls, Hot Tub Time Machine 2, The Muppets và New Girl.

## Danh sách bài hát
Đĩa CD tại châu Âu và Anh quốc
1. "Stay (I Missed You)" (bản album) – 3:04
2. "Stay (I Missed You)" (Living Room phối) – 2:54
3. "Stay (I Missed You)" (không lời) – 3:00

Đĩa CD maxi tại Hoa Kỳ
1. "Stay (I Missed You)" (bản album) – 3:04
2. "Stay (I Missed You)" (Living Room phối) – 2:54

## Xếp hạng
| Bảng xếp hạng (1994)                  | Vị trí cao nhất |
| ------------------------------------- | --------------- |
| Úc (ARIA)                             | 6               |
| Bỉ (Ultratop 50 Flanders)             | 50              |
| Canada (RPM)                          | 1               |
| Canada Adult Contemporary (RPM)       | 3               |
| Châu Âu (European Hot 100 Singles)    | 17              |
| Đức (Official German Charts)          | 29              |
| Ireland (IRMA)                        | 12              |
| Hà Lan (Single Top 100)               | 32              |
| New Zealand (Recorded Music NZ)       | 14              |
| Scotland (OCC)                        | 7               |
| Thụy Điển (Sverigetopplistan)         | 38              |
| Anh Quốc (OCC)                        | 6               |
| Hoa Kỳ Billboard Hot 100              | 1               |
| Hoa Kỳ Adult Contemporary (Billboard) | 5               |
| Hoa Kỳ Alternative Songs (Billboard)  | 7               |
| Hoa Kỳ Pop Airplay (Billboard)        | 1               |
| Hoa Kỳ Rhythmic (Billboard)           | 11              |

| Bảng xếp hạng (1994)                  | Vị trí |
| ------------------------------------- | ------ |
| Australia (ARIA)                      | 35     |
| Canada (RPM)                          | 13     |
| Canada Adult Contemporary (RPM)       | 41     |
| Japan (Tokyo Hot 100)                 | 82     |
| UK Singles (Official Charts Company)  | 40     |
| US Billboard Hot 100                  | 6      |
| US Adult Contemporary (Billboard)     | 33     |
| US Hot Modern Rock Tracks (Billboard) | 37     |
| US Top Soundtrack (Billboard)         | 1      |

| Bảng xếp hạng (1990–99) | Vị trí |
| ----------------------- | ------ |
| US Billboard Hot 100    | 42     |

| Bảng xếp hạng            | Vị trí |
| ------------------------ | ------ |
| US Billboard Hot 100     | 439    |
| US Pop Songs (Billboard) | 76     |

## Chứng nhận
| Quốc gia | Chứng nhận | Số đơn vị/doanh số chứng nhận |
| --- | ---------- | ----------------------------- |
| Anh Quốc (BPI) | Bạc        | 200.000^                      |
| Hoa Kỳ (RIAA) | Vàng       | 900,000                       |
| * Chứng nhận dựa theo doanh số tiêu thụ. ^ Chứng nhận dựa theo doanh số nhập hàng. ‡ Chứng nhận dựa theo doanh số tiêu thụ và phát trực tuyến. |            |                               |